# Eupithecia grappleri
Eupithecia grappleri es una especie de polilla de la familia Geometridae. La especie fue descrita por primera vez por Frederick Hastings Rindge habiendo sido descrita en 1987, con distribución en Chile. El holotipo de la especie fue descrita en la región de Magallanes y de la Antártica Chilena.

## Descripción
Es una polilla pequeña. Las alas de esta especie son relativamente cortas y anchas. La longitud de las alas anteriores es de unos 8,5 milímetros (0,3 plg) en los machos. Las alas anteriores son de color blanco grisáceo pálido y tienen un área triangular de color marrón negruzco delante de la mancha discal. Se han registrado adultos volando en enero y febrero.